# Ronde van Frankrijk 2007/Negende etappe
De negende etappe van de Ronde van Frankrijk 2007 werd verreden op 17 juli 2007 tussen Val d'Isère en Briançon over een afstand van 159,5 kilometer. Dit was de derde en laatste etappe in de Alpen en tevens de eerste etappe met bergen van de Hors Catégorie (HC). Ook was het op de slotrit naar Parijs na de kortste etappe van de Tour. De Col de l'Iséran is overigens de hoogste verharde bergpas in de Alpen.

## Verloop
José Luis Arrieta ging er na 3 km als eerste vandoor. Jaroslav Popovytsj reageerde enige tijd later en sloot aan op iets meer dan 8 km van de top van de Col de l'Iséran. Arrieta kon het tempo van Popovitsj al snel niet meer volgen en de Oekraïner kwam zo als eerste over de top van de Col de l'Iséran.
Popovitsj kwam ook nog alleen door bij de eerste tussensprint in Le Villaron, maar werd even later ingelopen door een achtervolgende groep bestaande uit José Iván Gutiérrez, Mikel Astarloza, Benoît Vaugrenard, Vladimir Goesev en Stef Clement.
Tijdens de beklimming van de Col du Télégraphe reed Astarloza weg van zijn mede-vluchters en de Bask bereikte als eerste de top. Het peloton, dat geleid werd door Saunier Duval en Rabobank, bereikte de top op 3' 12" van Astarloza. Uit dat peloton was Mauricio Soler inmiddels weggesprongen.
In de korte afdaling van de Col du Télégraphe werd Astarloza bijgehaald door Popovitsj, Gutiérrez en Goesev. Ook Clement sloot weer aan en de vijf begonnen aan de Galibier. Daar kreeg de kopgroep al snel gezelschap van Soler, die meteen tempo maakte en zorgde dat enkel Popovitsj hem nog bij kon houden. Een tijdje later kon ook die niet meer aanklampen en was Soler alleen op weg naar de top. In het peloton was er ook actie; Alejandro Valverde demarreerde als eerste, maar er zouden nog vele andere aanvallen volgen. Uiteindelijk reden Alberto Contador en Cadel Evans weg van een groep achtervolgers, gele trui Rasmussen incluis.
Contador liet ook Evans achter en pikte net voor de top zijn ploegmaat Popovitsj op. Met een achterstand van ruim 2 minuten begonnen ze aan de afdaling. Het peloton kwam nog een minuut later boven. Evans werd bijgehaald door een groep van ongeveer 10 renners, waarin Denis Mensjov en Aleksandr Vinokoerov als enige favorieten ontbraken.
Soler zag zijn voorsprong slinken, maar leek stand te gaan houden. Even splitste de groep achtervolgers in tweeën, maar alles kwam toch weer samen en ook Contador en Popovitsj werden bijgehaald. Soler begon aan de laatste steile kilometer met iets minder dan een minuut voorsprong. Hoewel daarachter nog flink door werd gereden, bleek de Colombiaan de sterkste. Daarachter ontstonden nog wat kleine verschilletjes - Valverde won de sprint om plaats 2, Evans werd derde en de rest van de top tien kwam binnen de 10 seconden binnen.
Michael Rasmussen eindigde in de etappe als zesde en behield zijn gele trui. Ook de groene trui wisselde niet van eigenaar en hetzelfde gold voor de bolletjestrui - hoewel Soler naderde tot op minder dan 20 punten. De witte trui ging van Linus Gerdemann naar Alberto Contador.

### Tussensprints
- Eerste tussensprint in Le Villaron, na 33 km: Jaroslav Popovytsj
- Tweede tussensprint in Bramans, na 60 km: Mikel Astarloza

### Bergsprints
- Eerste bergsprint, Col de l'Iséran (HC), na 15 km: Jaroslav Popovytsj
- Tweede bergsprint, Col du Télégraphe, na 99,5 km: Mikel Astarloza
- Derde bergsprint, Col du Galibier (HC), na 122 km: Mauricio Soler

## Uitslag
| rang | renner             | land             | ploeg             | tijd       |
| ---- | ------------------ | ---------------- | ----------------- | ---------- |
| 1    | Mauricio Soler     | Colombia         | Team Barloworld   | 4u 14' 24" |
| 2    | Alejandro Valverde | Spanje           | Caisse d'Epargne  | op 38"     |
| 3    | Cadel Evans        | Australië        | Predictor - Lotto | z.t.       |
| 4    | Alberto Contador   | Spanje           | Discovery Channel | op 40"     |
| 5    | Iban Mayo          | Spanje           | Saunier Duval     | op 42"     |
| 6    | Michael Rasmussen  | Denemarken       | Rabobank          | z.t.       |
| 7    | Levi Leipheimer    | Verenigde Staten | Discovery Channel | z.t.       |
| 8    | Kim Kirchen        | Luxemburg        | T-Mobile Team     | op 46"     |
| 9    | Andreas Klöden     | Duitsland        | Astana            | op 47"     |
| 10   | Carlos Sastre      | Spanje           | Team CSC          | z.t.       |

## Algemeen klassement
| rang | renner             | land       | ploeg             | tijd        |
| ---- | ------------------ | ---------- | ----------------- | ----------- |
| 1    | Michael Rasmussen  | Denemarken | Rabobank          | 43u 52' 48" |
| 2    | Alejandro Valverde | Spanje     | Caisse d'Epargne  | op 2' 35"   |
| 3    | Iban Mayo          | Spanje     | Saunier Duval     | op 2' 39"   |
| 4    | Cadel Evans        | Australië  | Predictor - Lotto | op 2' 41"   |
| 5    | Alberto Contador   | Spanje     | Discovery Channel | op 3' 08"   |

Proloog ·
1e etappe ·
2e etappe ·
3e etappe ·
4e etappe ·
5e etappe ·
6e etappe ·
7e etappe ·
8e etappe ·
9e etappe ·
10e etappe ·
11e etappe ·
12e etappe ·
13e etappe ·
14e etappe ·
15e etappe ·
16e etappe ·
17e etappe ·
18e etappe ·
19e etappe ·
20e etappe
Startlijst · Eindstanden · Afbeeldingen